# Johann I. (Aragón)
Johann I. genannt der Jäger (auch der Leichtsinnige und der Liebhaber der Freundlichkeit), auf Katalanisch Joan el Caçador (auch el Descurat und l'Amador de la Gentilesa), auf Aragonesisch Chuan o Cazataire, auf Spanisch Juan el Cazador, (* 27. Dezember 1350 in Perpignan; † 19. Mai 1396 im Wald bei Foixà, Girona) war von 1387 bis 1396 König von Aragón und von 1387 bis 1390 Herzog von Neopatria.

## Leben
Johann war der älteste Sohn von König Peter IV. von Aragon aus seiner dritten Ehe mit Eleonore von Sizilien, Tochter von König Peter II. Als Kronprinz führte er den Titel eines Herzogs von Girona, er brach mit seinem Vater wegen dessen vierter Ehefrau und deren Krönung als Königin. Er folgte ihm als König von Aragón 1387.
Johann stellte sich nach seinem Regierungsantritt auf Seiten des Gegenpapstes Clemens VII., nachdem sein Vater im abendländischen Schisma keine Stellung bezogen hatte. Wesentlichen Einfluss auf diesen Entschluss hatte seine zweite Ehe mit der Nichte des französischen Königs Karl V.
Er beendete die Kriege seines Vaters mit Kastilien, Frankreich, Genua und Neapel, musste sich aber Aufständen in Sizilien und Sardinien erwehren, letzteres verlor er ganz an Eleonora di Arborea.
Der König ging hart gegen auftretende antisemitische Unruhen in seinem Land vor, schuf in den Cortes von Katalonien den vierten Stand des niederen Adels, der allerdings ohne Einfluss blieb. Johann galt als passiv und beschäftigte sich fast ausschließlich mit der Jagd. Er überließ die Regierung weitestgehend seiner zweiten Gemahlin. Er starb während der Jagd 1396 nach einem Sturz vom Pferd ohne überlebende Söhne. Nachfolger wurde deshalb sein Bruder Martin.

## Nachkommen
Johann war zweimal verheiratet. Seine erste Ehefrau war seit 1373 Martha (1347–1378), Tochter des Grafen Johann von Armagnac, mit der er folgende Kinder hatte:
- Jakob (*/† 1374)
- Johanna (1375–1407) ⚭ 1392 Graf Mathieu von Foix (Haus Comminges)
- Johann (*/† 1376)
- Alfons (*/† 1377)
- Eleonore (*/† 1378)

In zweiter Ehe vermählte er sich mit Violante von Bar (1365–1431), Tochter des Herzogs Robert I. von Bar, mit der er folgende Kinder hatte:
- Jakob (1382–1388), Herzog von Girona
- Jolanthe (1379–1442) ⚭ 1400 König Ludwig II. von Neapel
- Antonia (1391–1392)
- Eleonore (*/† 1393)
- Ferdinand (*/† 1394), Herzog von Girona
- Johanna (*/† 1396)